# Nanos occidentalis
Nanos occidentalis är en skalbaggsart som beskrevs av Renaud Maurice Adrien Paulian 1976. Nanos occidentalis ingår i släktet Nanos och familjen bladhorningar. Inga underarter finns listade i Catalogue of Life.